# Andrew Solomon

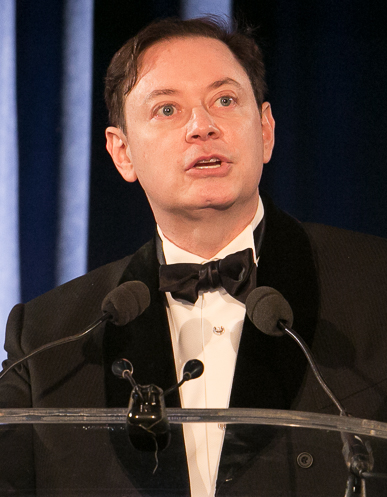
Andrew Solomon (2015)

Andrew Solomon (* 30. Oktober 1963) ist ein US-amerikanischer Dozent für Psychiatrie sowie Journalist und Schriftsteller, der vorwiegend über Politik, Kultur und Psychologie schreibt.

## Leben
Seine Lebensmittelpunkte hat er in New York und London. Zu den Zeitschriften und Zeitungen, in denen er bereits veröffentlicht hat, zählen unter anderem The New York Times, The New Yorker, Artforum und Travel and Leisure. Beispielhaft für seine Arbeiten sind seine Artikel über Depression, über Künstler in der Sowjetunion, die kulturelle Wiedergeburt Afghanistans, libysche Politik und die Kultur Gehörloser. Zu seinem Werk gehören auch zwei mit zahlreichen Preisen ausgezeichnete Sachbücher. Saturns Schatten. Die dunklen Welten der Depression gewann unter anderem 2001 den National Book Award und war 2002 für den Pulitzer-Preis nominiert. The Times wählte es zu einem der hundert besten Bücher der Dekade. Für Noonday Demon wurde er 2002 mit dem Lambda Literary Award ausgezeichnet.
Für sein 2012 erschienenes Buch Weit vom Stamm: Wenn Kinder ganz anders als ihre Eltern sind erhielt Solomon unter anderem 2012 den National Book Critics Circle Award, den Anisfield-Wolf Book Award und den Dayton Literary Peace Prize.

## Ausbildung
Solomon wurde auf Manhattan geboren und wuchs auch in diesem Stadtteil von New York City auf. Seine Highschool schloss er 1981 mit Auszeichnung ab. Seinen Bachelor erhielt er 1985 mit der Auszeichnung magna cum laude von der Yale University. Seinen Master in Anglistik erwarb er am Jesus College, Cambridge. Im August 2013 promovierte er im Fach Psychologie an derselben Universität. Seine Promotion wurde durch Juliet Mitchell betreut.

## Familie
Andrew Solomon ist der älteste Sohn von Carolyn Bower Solomon (1932–1991) und Howard Solomon (1927–2022), dem Vorstandsvorsitzendem des Pharmazieunternehmens Forest Laboratories. Die Erfahrung, bei dem geplanten Selbstmord seiner Mutter, die unheilbar an einem Ovarialkarzinom litt, anwesend zu sein, beschrieb Solomon unter anderem in einem Artikel für The New Yorker, in seinem Roman A Stone Boat sowie in seinem Buch Saturns Schatten. Die dunklen Welten der Depression. Solomon litt nach dem Selbstmord seiner Mutter an Depressionen, die er mit Psychotherapie und vielen Antidepressiva in Griff bekam. Für seinen Vater war dies der Anlass, für das Medikament Citalopram (in den USA unter dem Namen Celexa vermarktet) die US-amerikanische Zulassung zu erwerben.
Als Erwachsener erwarb Solomon die doppelte Staatsbürgerschaft sowohl für die USA als auch Großbritannien. Er lebt gemeinsam mit dem Journalisten John Habich in einer eingetragenen Partnerschaft. Das Paar heiratete am 19. Juli 2009 ein zweites Mal in Connecticut, damit ihre Ehe auch im US-amerikanischen Bundesstaat New York anerkannt wird.
2003 entschieden Solomon und seine langjährige Freundin Blaine Smith, gemeinsam ein Kind zu zeugen. Ihre Tochter wurde im November 2007 geboren. Mutter und Tochter leben in Texas. Ein gemeinsamer Sohn, George Charles Habich Salomon, wurde im April 2009 geboren und lebt in New York gemeinsam mit Solomon und Habich. Habich ist sein Adoptivvater. Habich ist biologischer Vater von zwei Kindern, die von einem lesbischen Paar groß gezogen werden. Die Entwicklung dieser Patchwork-Familie war Thema eines Essays, den Solomon im Januar 2011 in der Zeitschrift Newsweek beschrieb und im April 2012 in The Observer porträtiert wurde.